# Vlatko Ilievski
Vlatko Ilievski (2. juli 1985 Skopje, SR Makedonien, Jugoslavien - 6. juli 2018 Skopje Makedonien) var en makedonsk sanger og skuespiller. Han deltog i Eurovision Song Contest 2011 for Makedonien.

## Tidlige liv
Vlatko Ilievski blev født i den makedonske hovedstad Skopje. Da han var 12, begyndte han at spille guitar og synge i lokale bands i Skopje. I 2000 deltog han i Den Makedonske festival "Rock-Fest" med bandet "Made in Macedonia"

## Eurovision Song Contest 2011
I 2011 deltog han i det Makedonske Melodi Grand Prix kaldet "Skopje Fest" og vandt, det betød han han senere på året skulle deltage i Eurovision Song Contest i Düsseldorf i Tyskland. Han deltog i den 2. semifinale og kom på 16. pladsen.

## Død
Vlatko Ilievski døde om aftenen den 6. juli 2018. Han blev fundet i sin bil i Skopje. Dødsårsagen er ukendt.